# Кібартай
Кібартай (лит. Kybartai) або Кібарти (пол. Kibarty, біл. Кібарты) — місто в Вілкавішкіському районі Маріямпольського повіту Литви. Розташований в 16 км на захід від міста Вілкавішкіс, на кордоні з Калінінградською областю Російської Федерації. Місто розташоване на правому березі річки Лепони, по якій проходить російсько-литовський кордон. Залізнична станція на лінії Каунас — Калінінград. У місті знаходяться пішохідний, автомобільний і залізничний прикордонні переходи Литва — Росія.
Наприкінці ХІХ — початку ХХ століть було одним з центрів руху Книгонош, культурній опозиції проти політики зросійщення литовського народу яку проводила влада Російської імперії. В пам'ять про це у місті встановлено пам'ятний знак.

## Історія

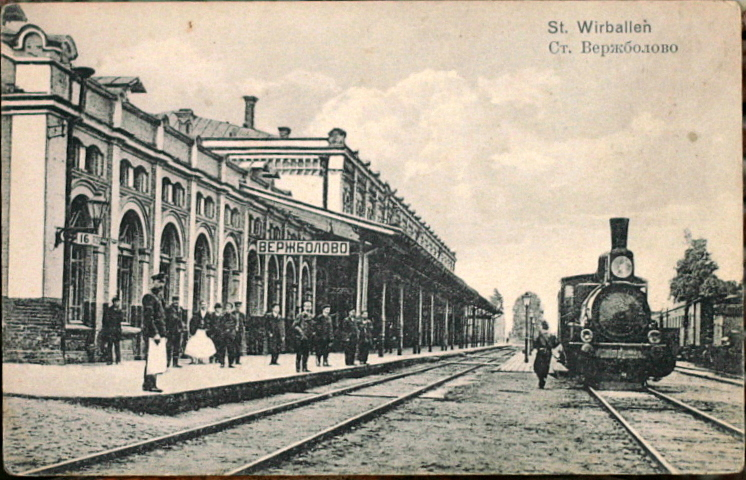
Станція Вержболово, 1900

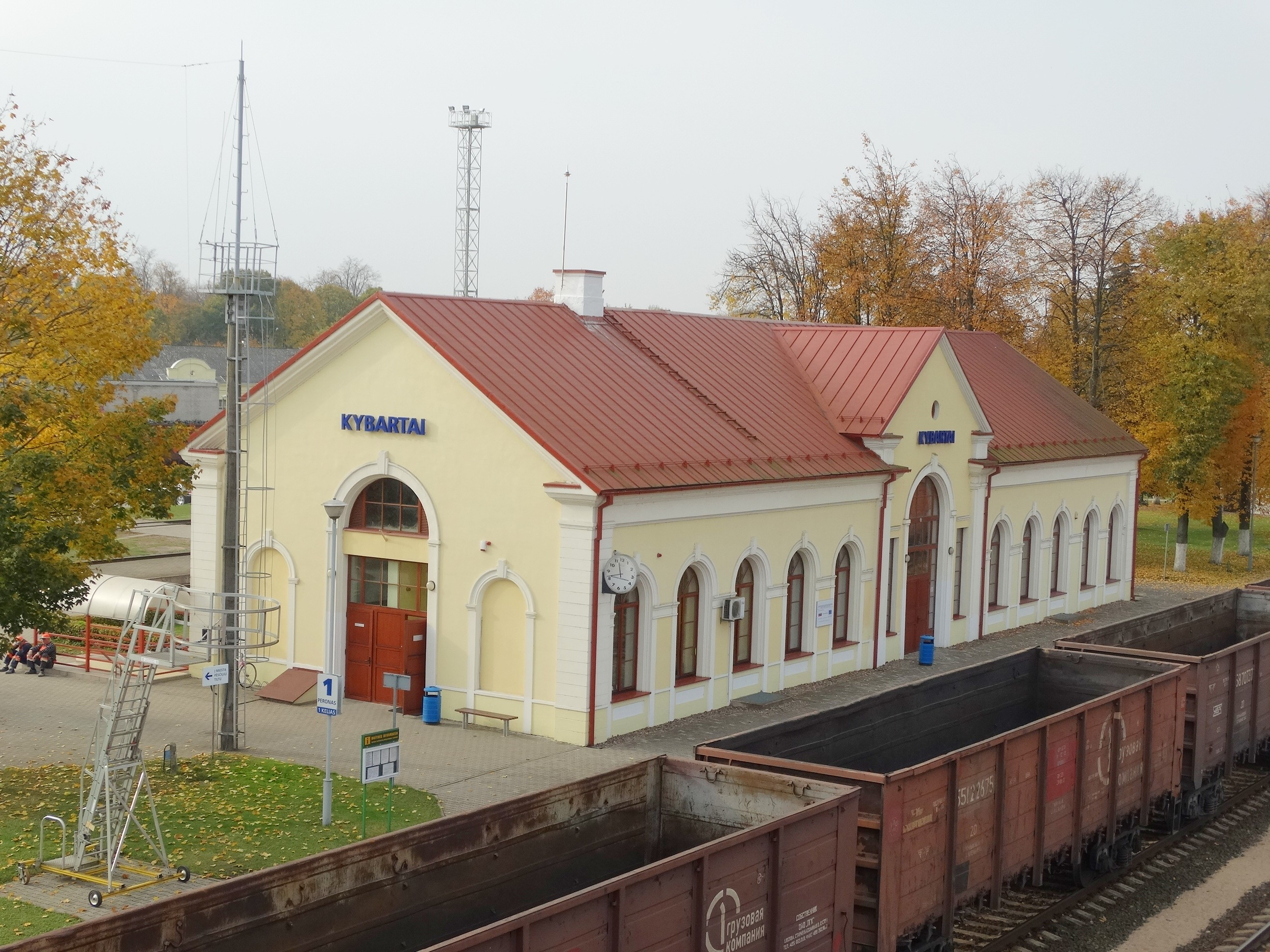
Станція Кібартай, 2014

Перша згадка сягає 1561 року. Під час третього поділу Речі Посполитої в 1795 році відійшов Пруссії і перебував в її складі до 1807 року. З 1807 року входив до складу Варшавського герцогства (протекторат Франції).
За підсумками Віденського конгресу, що проходив після закінчення війни з Наполеонівською Францією, Варшавське герцогство було скасовано, і в 1815 році Кібарти був включений до складу Російської імперії. У 1856 році Кібарти, розташований поблизу митного пункту Вержболово (сучасний Вірбаліс), отримав статус міста. Значне зростання міста відбувалося після 1861 року, коли була побудована гілка Петербург-Варшавської залізниці до прусського кордона. Залізнична станція «Вержболово», побудована близько Кібарти, була так названа за назвою сусіднього міста Вержболово.
Згідно з переписом населення Російської імперії яке відбулося у 1897 році у посаді Кібарти Волковиського повіту, Сувальської губернії (Привісленські губернії) налічувалося 1 182 мешканців (531 чоловічої та 651 жіночої статі). У посаді були представники різних конфесій 139 православних, 223 римо-католиків, 272 протестанти та 533 юдеї.
У 1919 році при утворенні Литовської Республіки Кібарти увійшов до її складу і був перейменований в Кібартай з підтвердженням статусу міста.
Кібартай був останнім містом Литви, де перебував президент Антанас Смятона 15 червня 1940 року перед еміграцією до Німеччини, під час подій першої окупації Литви СРСР.
З 1940 року в складі Литовської РСР (СРСР). Під час Другої світової війни місто залишено Червоною Армією 22 червня 1941 року. 18 жовтня 1944 року війська 3-го Білоруського фронту в ході Гумбиннен-Гольдапской наступальної операції зайняли Кібартай, у місті знову затвердилася радянська влада. У 1950—1959 роках місто було центром Кібартайського району.
З 1991 року входить до складу Литви.
У квітні 2001 року було утворено Кібартайское староство, до якого входить 39 сіл і місто Кібартай.

## Символи міста
Герб Кібартай затверджений 24 листопада 1998 року указом президента Литовської Республіки за проєктом художника Кястутіса Гвалди (Kestutis Gvalda).

## Спорт
Один з перших футбольних клубів Литви — «Здоров'я» («Sveikata») був заснований в Кібартай в 1919 році.

## Відомі люди
- Левітан Ісаак Ілліч (1860—1900) — російський живописець.
- Левітан Авель Ілліч (1859—1933) — російський живописець.
- Еміль Млинарський — польський диригент, скрипаль, композитор і музичний педагог.
- Альґімантас Любінскас — литовський футболіст, тренер національної збірної і політичний діяч.
- Сегенюк (Боярський) Олександр Іванович — діяч обновленського руху в Російській православній церкві.1933-1937 архієпископ Іванівський і Кінешемський. 1911—1914 роки настоятель Олександро-Невської церкви посаду Кібарти.

## Населення
| Динаміка населення з 1895 по 2017         |          |          |          |          |          |      |
| 1895                                      | 1923пер. | 1931     | 1939     | 1959пер. | 1970пер. | 1974 |
| 2364                                      | 6300     | 6731     | 7337     | 6244     | 6435     | 6700 |
| 1976                                      | 1979пер. | 1989пер. | 2001пер. | 2011пер. | 2017     | -    |
| 6800                                      | 6676     | 7064     | 6556     | 5631     | 4835     | -    |
| - * pagal enciklopedijos išleidimo metus. |          |          |          |          |          |      |
| Гістограма динаміки населення             |          |          |          |          |          |      |

## Цікаве
- Храм святого Олександра Невського (вул. Басанавічяус, 19). Побудована в 1870 році.
- Костел Спаса євхаристичного, побудований у 1928 році, за проектом Вітаутаса Ландсбергіс-Земкалніса.
- Гімназія імені Донелайтіса
- У міському парку розташовано бюст Левітану, виконаний скульптором Бронюсом Вішняускасом.
- Пам'ятник присвячений книгоношам, борцям проти зросійщення литовського народу

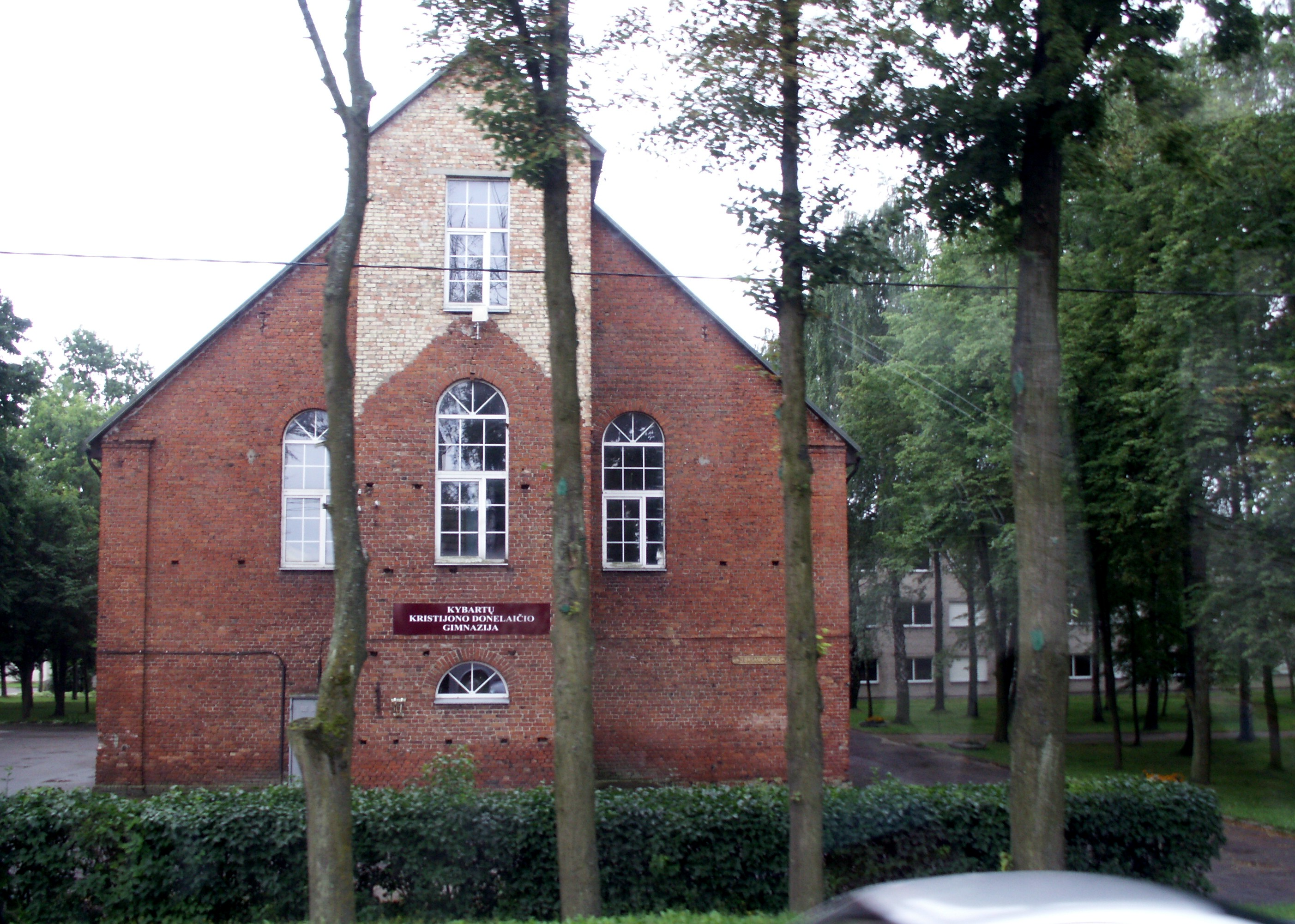
Гімназія імені Донелайтіса
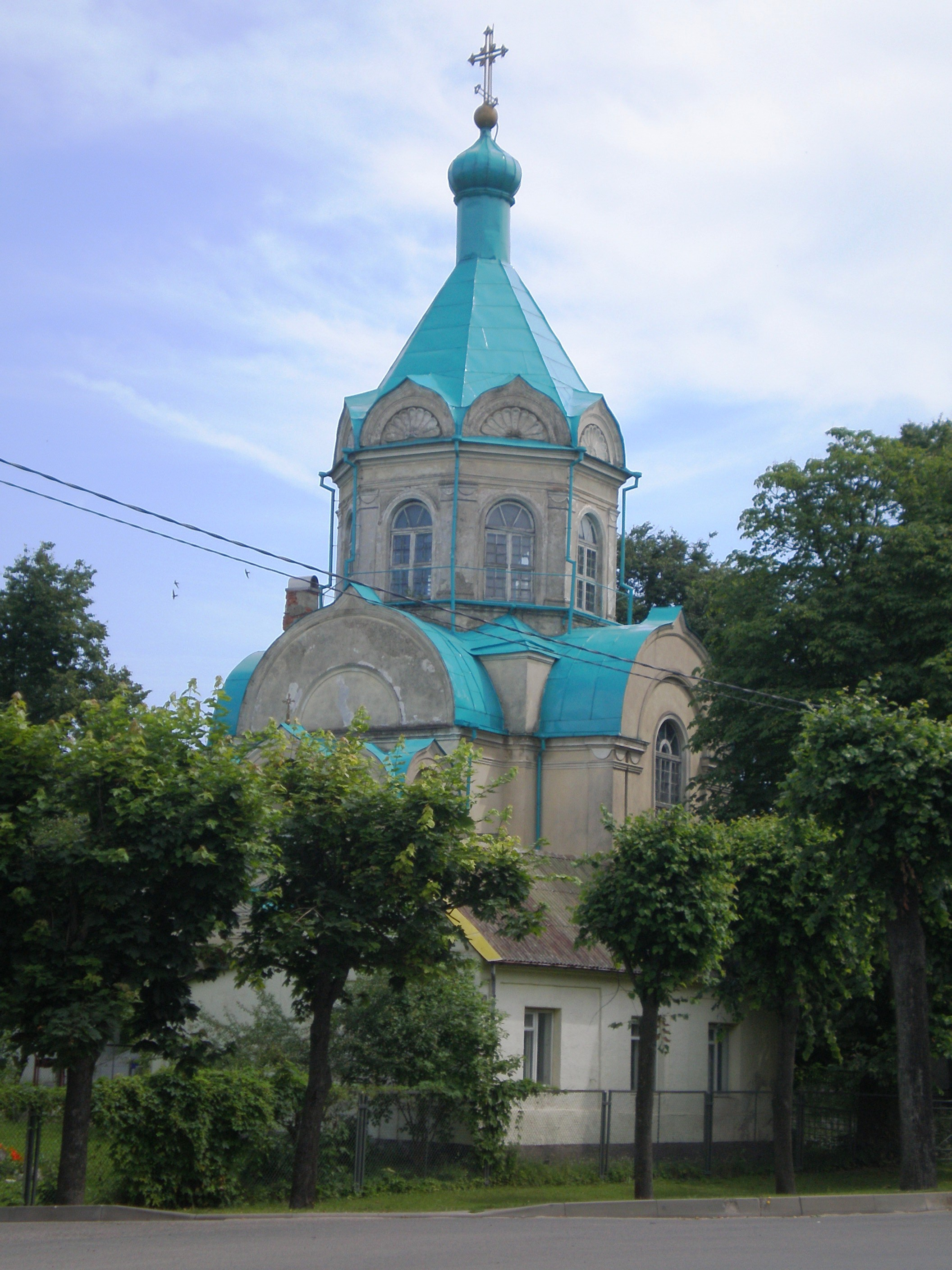
Храм святого Олександра Невського
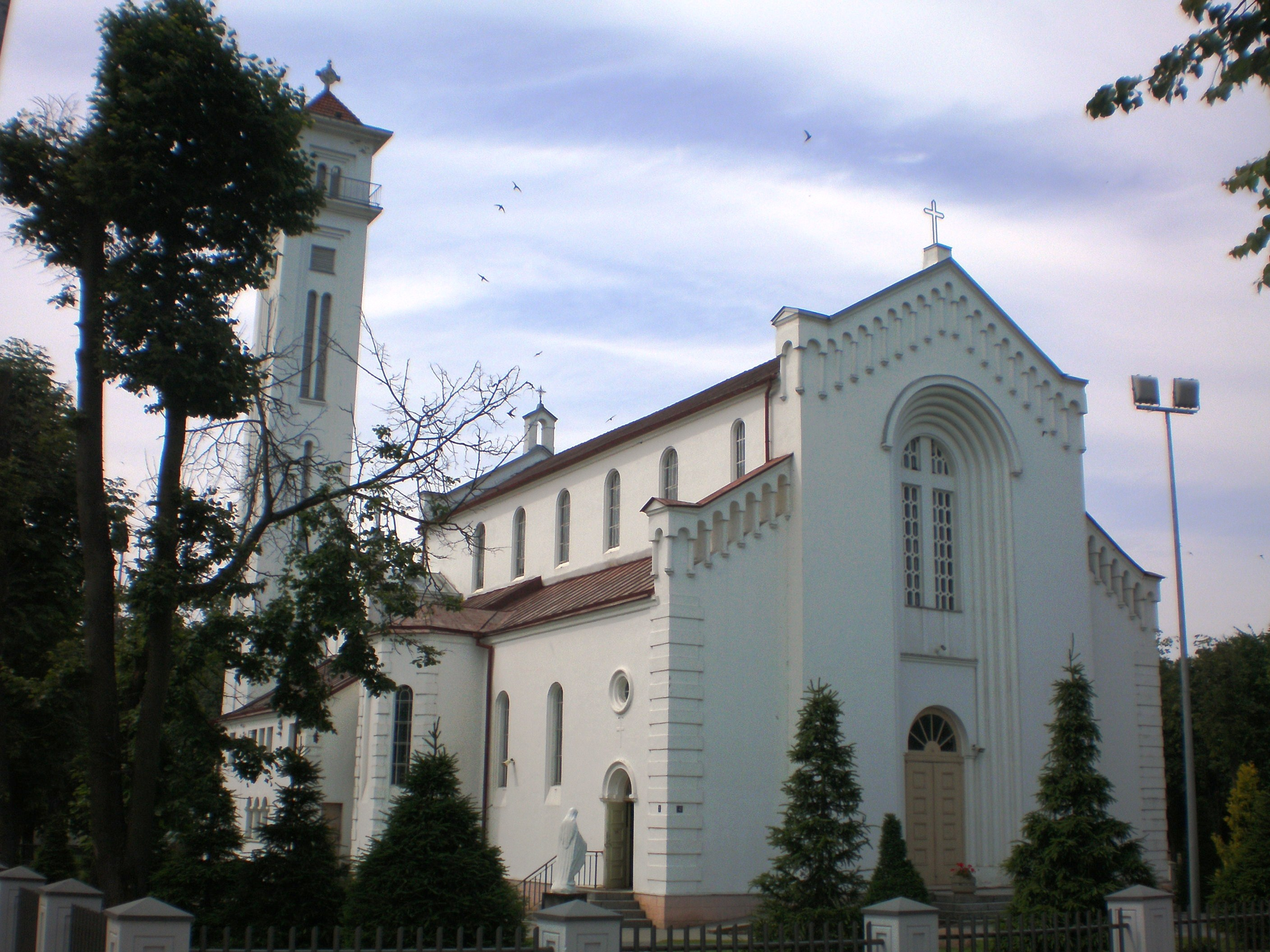
Костел Спаса євхаристичного
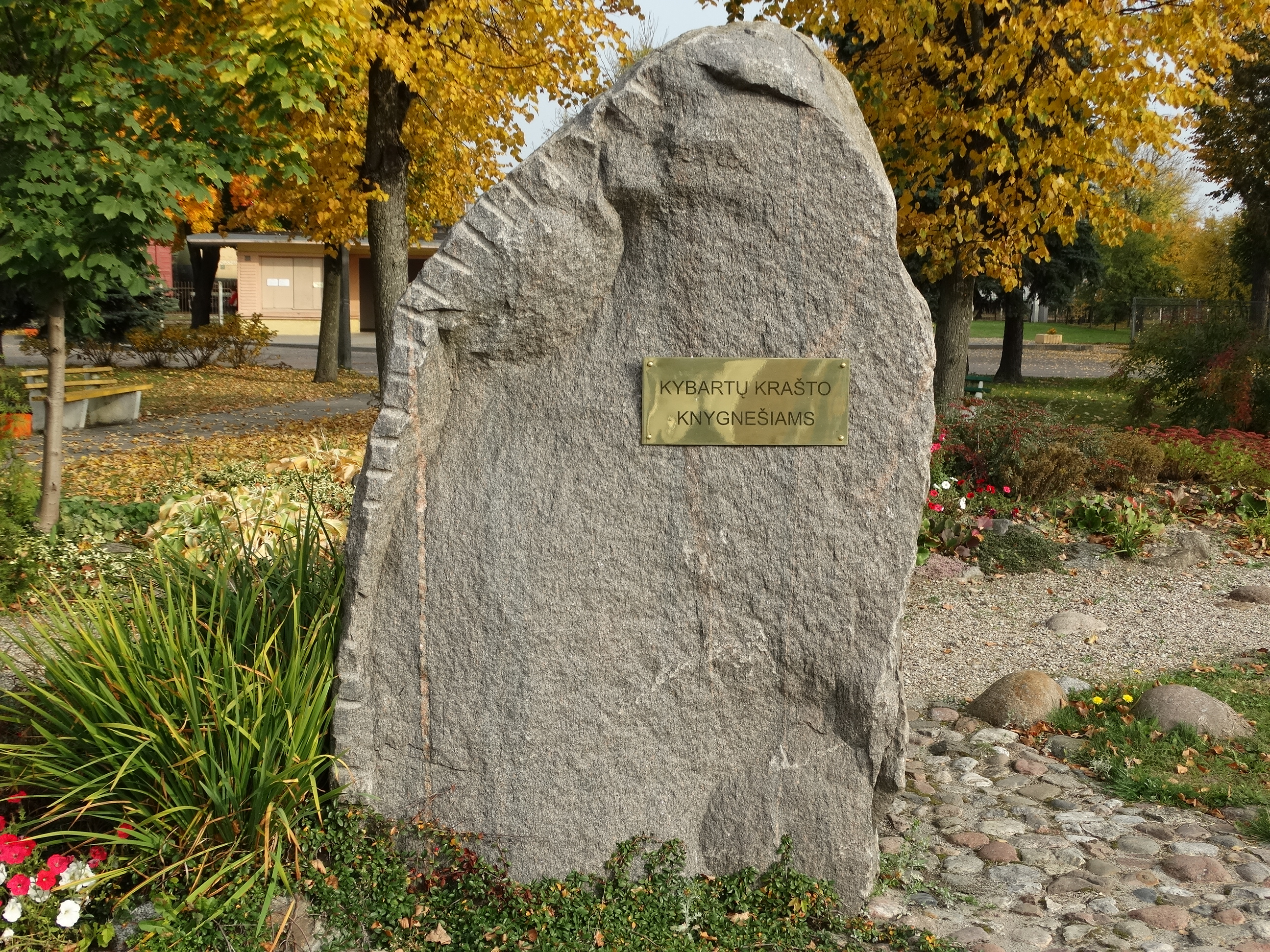
Пам’ятник присвячений книгоношам